# Alexander Schleicher ASH 26
Le ASH 26 est un planeur de classe FAI 18 mètres construit en matériaux composites par Alexander Schleicher GmbH & Co. Le H désigne Martin Heide, l'ingénieur responsable du programme.
Le ASH 26 est équipé de volets de courbure, d'un train d'atterrissage rétractable et d'un système de ballast. La structure du planeur est un mélange de fibre de carbone, Kevlar et des polyéthylène.
Les ailes sont équipées de turbulateur pneumatique. 90 % des ASH26 vendus sont équipés en mode motoplaneur. Le moteur de type Wankel est un Austro Engine AE50R.

## Données techniques
| Type                   | ASH 26               | ASH 26 E                 |
| Catégorie              | Classe FAI 18 mètres | Classe FAI 18 mètres     |
| Nombre de places       | 1                    | 1                        |
| Nombre construit       | 234                  | 234                      |
| Dimensions             |                      |                          |
| Envergure              | 18 m                 | 18 m                     |
| Longueur fuselage      | 7,05 m               | 7,05 m                   |
| Hauteur                | 1,51 m               | 1,51 m                   |
| Surface alaire         | 11,68 m²             | 11,68 m²                 |
| Allongement            | 27,74                | 27,74                    |
| Profil d'aile          | DU 89-134/14         | DU 89-134/14             |
| Masses et charge       |                      |                          |
| Poids à vide           | 270 kg               | 360 kg                   |
| Poids maximal          | 525 kg               | 525 kg                   |
| Ballast                | 155 l                | 100 l                    |
| Charge alaire minimum  | 30 kg/m²             | 37 kg/m²                 |
| Charge alaire maximale | 45 kg/m²             | 45 kg/m²                 |
| Caractéristique de vol |                      |                          |
| Vitesse de décrochage  | 65,5 km/h            | 71 km/h                  |
| Vitesse maximale (VNE) | 270 km/h             | 270 km/h                 |
| Taux de chute minimum  | 0,44 m/s             | 0,48 m/s                 |
| Finesse maximale       | 50 à 88 km/h         | 50 à 96 km/h             |
| Motorisation           |                      |                          |
| Moteur                 | -                    | Austro Engine AE50R      |
| Type de moteur         | -                    | Wankel                   |
| Puissance moteur       | -                    | 50 ch à 7 500 tr/min     |
| Réservoir              | -                    | 16 l                     |
| Autonomie              | -                    | 680 km en vol en dauphin |

## Sources
- Alexander Schleicher GmbH & Co
- Sailplane Directory